# Kryptitis
Kryptitis (Synonyme: rektale Kryptitis, anale Kryptitis) ist eine Entzündung im Bereich des Enddarms.
Die Grenze von äußerer Haut und Übergangsepithel des Analkanals zur Schleimhaut des Mastdarms (Rektum) ähnelt einer gezackten Linie (Linea dentata). Die Zacken nennt man Analpapillen, die „Täler“ zwischen den Zacken Krypten. In die Krypten, welche häufig sondierbaren Taschen entsprechen, münden in deren Tiefe die Ausführungsgänge von Analdrüsen. Verstopft der Ausführungsgang einer solchen Drüse, kommt es zur oben genannten Entzündung.
Eine Kryptitis entsteht vor allem durch Stuhlentleerungsprobleme, bei denen Kot in die Taschen der Krypten eingepresst wird. Aus einer Kryptitis kann sich eine Infektion der Analdrüse (inkomplette Analfistel oder Proktodealdrüseninfektion) entwickeln. Der Übergang dazu ist fließend.